# トゥルナー
トゥルナー(Turners)は、「ドイツ体操（トゥルネン）をする人たち」「ドイツ体操家」のグループのこと。

## アメリカに移住したグループ
体操協会会員、ドイツ系アメリカ人のグループ。カール・シュルツと共にエイブラハム・リンカーンを大統領に選出するため活動した。
彼らは Turnvereinen （体操協会）を結成したがそれは体操を行うだけではなく政治的活動にも参加した。彼らはヨーロッパにおける活動の反映として結成された。ドイツでは「ドイツ体操の父」・ヤーンによって始められ1848年の後のドイツ統一に役立つこととなった。
彼らは1861年3月4日のリンカーンの就任式、同様に1865年の葬儀でも護衛を行った。
体操協会はドイツ系アメリカ人の統合に重要な貢献を果たした。組織の出先機関はウィスコンシン州のようなドイツからの移民が多く入植した地域に現在も存在する。1948年にはアメリカ郵政庁が協会の活動100周年を記念する3セントの記念切手を発行した。